# Довгий міст (пам'ятка природи)
До́вгий мі́ст — ботанічна пам'ятка природи місцевого значення в Україні. Об'єкт природно-заповідного фонду Івано-Франківської області.
Розташована в межах Долинської міської громади Калуського району Івано-Франківської області, на схід від міста Долина і на північний схід від села Оболоння.
Площа 41,2 га. Статус надано згідно з рішенням обласної ради від 15.07.1993 року. Перебуває у віданні: Оболонська сільська рада, Надіївська сільська рада.
Статус надано для збереження місць зростання пальчатокорінника плямистого, билинця комариного, рябчика великого — видів, занесених до Червоної книги України.